# Єжи Ян Мнішек
Єжи Ян Вандалін Мнішек власного гербу Мнішек (пол. Jerzy Jan Wandalin Mniszech; ? — середина 1693) — польський шляхтич, державний, політичний і військовий діяч Речі Посполитої.

## Життєпис
Найстарший син сяноцького, щирецького старости Францішека Бернарда Мнішека та його дружини Барбари зі Жмигроду Стадніцкої (померла 1653).
Політичну діяльність розпочав усередині XVII ст. 10 лютого 1650 року був маршалком Вишенського сеймику, скликаного з метою ухвалення рішення про стягнення податків. 3 травня 1651 року записався на навчання в Падуанському університеті. До 11 вересня 1651 року, коли був маршалком Вишенського сеймику, став придворним короля. Невдовзі знову виїхав до Падуї, де 26 липня 1657 року був обраний консиліяром польської нації студентів місцевого університету, обов'язки якого виконував до кінця 1658-го.
Близько 1664 року розпочав активну публічну діяльність. 15 жовтня 1664 року вперше обраний послом Сейму як представник Руського воєводства. Підписав вибір королем Міхала Корибута Вишневецького як представник Перемишльської землі, брав участь у коронаційному сеймі 1669 року. У час безкоролів'я після смерті Міхала Вишневецького був маршалком каптурових судів Сяніцької землі. 1676 року брав участь у коронаційному сеймі Яна ІІІ Собеського. Для участі у Віденській битві 1683 року (очевидно, в ній брав участь) спорядив панцерну корогву в 120 коней, яка увійшла до складу полку белзького воєводи князя Костянтина Вишневецького.
Мав посади: каштеляна сяноцького у 1678, старости сяноцького (13 травня 1691 року король дав дозвіл передати права сину Юзефу), щирецького, дембовецького, 7 грудня 1684 р. у Жовкві став волинським воєводою після смерті Миколая Єроніма Сенявського.
Помер в середині 1693 року.

### Маєтності
Був власником Хирова, Ляшків Мурованих, які як найстарший син посів після смерті батька 1661 року. 13 травня 1691 р. король дозволив права доживоття на Сяноцьке староство сину Юзефові Вандалінові. Через грабіжницький спосіб ведення господарства в королівщинах мав часті процеси з підданими, зокрема, процес з солтисами та селянами Сяноцького староства 1662 року. 1667 року затвердив, збільшив надання стрия на будівництво монастиря в Добрянах.

### Сім'я
Був одружений з донькою віленського каштеляна, графа Яна Казимира Ходкевича Анною (посаг — маєток Берестовиця Велика поблизу Городні). Разом з дружиною фундували костел в Рудаві (ключ Берестовицький). Діти:
- Катажина Людвіка — дружина Яна Самуеля Чарторийського
- Констанція — дружина каліського воєводи Стефана Лещиньського
- Юзеф Вандалін — староста яворівський, рогатинський
- Леопольд Анджей
- Якуб Іґнацій — староста красноставський.